# سيرغي أورلوف
سيرغي أورلوف هو لاعب كرة قدم روسي في مركز الوسط، ولد في 20 أبريل 1989 في أوزايوري في روسيا. لعب مع FC Kolomna ‏.

## وصلات خارجية
- سيرغي أورلوف على موقع قاعدة بيانات كرة القدم.إي يو (الإنجليزية)
- سيرغي أورلوف على موقع Soccerway.com (الإنجليزية)